# Les Gangsters
 (mai 2025).
Motif : Faible notoriété dans l'ensemble de ce roman.
- Archive Wikiwix
- Bing
- Cairn
- DuckDuckGo
- E. Universalis
- Gallica
- Google
- G. Books
- G. News
- G. Scholar
- Persée
- Qwant
- (zh) Baidu
- (ru) Yandex
- (wd) trouver des œuvres sur Wikidata

| 1. | Préciser le motif de la pose du bandeau. | Précisez le motif de la pose du bandeau en utilisant la syntaxe suivante : {{admissibilité à vérifier\|date=mai 2025\|motif=remplacez ce texte par le motif}}                      |
| 2. | Informer les utilisateurs concernés.     | Pensez à avertir le créateur de l'article, par exemple, en insérant le code ci-dessous sur sa page de discussion : {{subst:avertissement admissibilité à vérifier\|Les Gangsters}} |

Les Gangsters est un roman d’Hervé Guibert paru aux Éditions de Minuit en 1988. Empruntant la forme d’un roman policier, le récit relate le dépouillement des tantes de l’auteur par des ouvriers sans scrupules. Durant le dernier tiers du roman, le narrateur, atteint d’un zona, abandonne peu à peu l’enquête au profit d’une démarche introspective. 

## Commentaires
Seul le nom de zona est mentionné dans le texte. La maladie, le sida, est tenue à distance du texte, refoulée mais pourtant omniprésente. À ce titre, le texte est à rapprocher de Fou de Vincent et de L'incognito.La mention de la chute ferme ce texte et ouvre Fou de Vincent.
Relatant une histoire familiale, Hervé Guibert décrit d’abord les atteintes du temps sur ses deux vieilles tantes, ce temps qui est maintenant compté : « C’est fou ce que l’écriture va vite, comme une flèche dans l’inanité du temps ». La souffrance des femmes interpelle la sienne. Il tente sans succès de fuir son angoisseen abandonnant le récit. Certains auteurs ont souligné les références à des codes homosexuels dans la dernière partie du texte : trou du diable, voleurs,.